# Ernst Thälmann

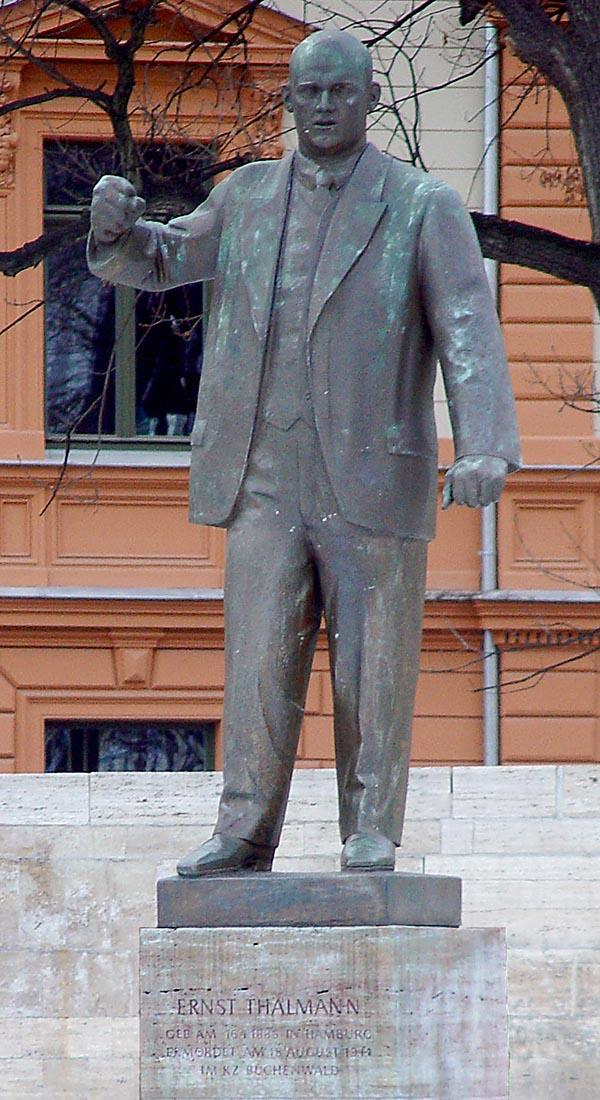
Tượng Ernst Thälmann tại Weimar.

Ernst Thälmann (tại Việt Nam còn phiên âm là Tenlơman) (16 tháng 4 năm 1886 – 18 tháng 8 năm 1944) là nhà lãnh đạo của Đảng Cộng sản của nước Đức trong thời kỳ Cộng hòa Weimar. Ông bị Gestapo bắt giam năm 1933 rồi bị biệt giam trong suốt 11 năm, trước khi bị xử bắn tại Buchenwald theo lệnh của Adolf Hitler vào năm 1944. Năm 1936, Tiểu đoàn Thälmann thuộc Lữ đoàn Quốc tế chiến đấu trong cuộc Nội chiến Tây Ban Nha được đặt theo tên của ông.

## Sự nghiệp chính trị
Sinh trưởng tại Hamburg, từ năm 1903, Thälmann đã gia nhập Đảng Dân chủ Xã hội. Từ năm 1904 đến năm 1913, ông làm thợ đốt lò trên một chiếc thuyền hàng. Ông sớm được giải ngũ vì bị xem là thành phần gây rối chính trị.
Vào tháng 1 năm 1915, chỉ một ngày trước khi ông bị gọi nhập ngũ trong Thế chiến thứ I, ông kết hôn với Rosa Koch. Đến cuối năm 1917, ông trở thành đảng viên Đảng Xã hội chủ nghĩa Độc lập. Trong ngày Cách mạng Đức 9 tháng 11 năm 1918, ông đã viết trong nhật ký khi đang chiến đấu tại Mặt trận phía Tây, "...trốn khỏi Mặt trận cùng với 4 đồng chí vào lúc 2 giờ sáng."

### Đảng Cộng sản của nước Đức
Khi Đảng Xã hội chủ nghĩa Độc lập chia rẽ vì vấn đề có gia nhập Quốc tế Cộng sản III hay không, Thälmann đã đứng về phía nhóm ủng hộ Chủ nghĩa cộng sản và vào tháng 11 năm 1920 nhóm này đã hợp nhất với Đảng Cộng sản của nước Đức. Tháng 12 năm đó, Thälmann được bầu vào Ủy ban Trung ương Đảng Cộng sản của nước Đức. Tháng 3 năm 1921 ông bị đuổi việc các hoạt động chính trị của mình. Mùa hè năm đó, Thälmann đến dự Hội nghị lần thứ 3 Quốc tế Cộng sản III tại Moskva với tư cách là đại diện của Đảng Cộng sản của nước Đức và đã gặp Lenin trong dịp đó. Tháng 6 năm 1922, Thälmann thoát được một vụ ám sát ông tại nơi ở. Những thành viên của tổ chức những người theo chủ nghĩa quốc gia cánh tả Consul đã ném một quả lựu đạn vào tầng trệt căn hộ ông đang sống. Vợ và con gái của ông không bị thương tích gì, còn Thälmann lúc đó không có mặt ở nhà.
Thälmann đã tham gia và giúp đỡ tổ chức Cuộc nổi dậy Hamburg vào tháng 10 năm 1923. Cuộc nổi dậy thất bại, khiến Thälmann phải quay vào hoạt động bí mật một thời gian. Sau cái chết của Lenin vào tháng 1 năm 1924, Thälmann đã đến Moskva và có lúc đứng gác bên quan tài của Lenin. Từ tháng 2 năm 1924 ông là phó chủ tịch Đảng Cộng sản của nước Đức, và từ tháng 5 là thành viên của Quốc hội Đức. Tại Hội nghị lần thứ năm của Quốc tế Cộng sản mùa hè năm đó, ông được bầu vào Ủy ban Điều hành của Quốc tế Cộng sản và một thời gian ngắn sau là thành viên Ủy ban Chỉ đạo. Tháng 2 năm 1925 ông trở thành chủ tịch của Tổ chức Binh sĩ Mặt trận Đỏ (Rotfrontkämpferbund), một tổ chức phòng vệ của Đảng Cộng sản của nước Đức.
Vào tháng 10 năm 1925 Thälmann trở thành Chủ tịch của Đảng Cộng sản của nước Đức và trong năm đó là ứng cử viên cho chức Tổng thống Đức. Việc Thälmann lọt vào vòng hai của cuộc bầu cử tổng thống đã làm chia rẽ các lá phiếu trung tả và bảo đảm chiến thắng của ứng viên bảo thủ Paul von Hindenburg trước Wilhelm Marx của Trung Đảng. Năm 1933 chính Hindenburg đã chỉ định Adolf Hitler làm Thủ tướng Đức.
Vào tháng 10 năm 1926 cá nhân Thälmann ủng hộ cuộc bãi công của công nhân các bến tàu tại thành phố quê hương ông ở Hamburg. Ông xem cuộc bãi công này biểu hiện cho sự đoàn kết với bãi công của thợ mỏ ở Anh bắt đầu vào ngày 1 tháng 5, khiến cho các hải cảng ở Hamburg hưởng lợi nhờ trở thành nhà cung cấp than thay thế. Lý lẽ của Thälmann là những vụ phá hoại do cuộc đình công gây ra phải được ngăn chận. Vào tháng 3, ông tham gia vào một cuộc tuần hành tại Berlin, và ông đã bị thương do bị một thanh kiếm chém.

### Đảng Cộng sản và Đảng Dân chủ Xã hội

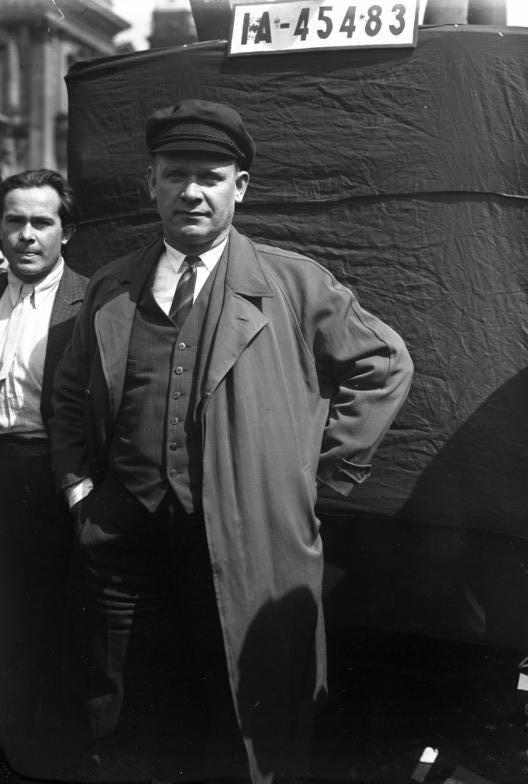
Ernst Thälmann (1932)

Tại đại hội lần thứ 12 của Đảng Cộng sản của nước Đức vào tháng 6 năm 1929 tại Berlin-Wedding, Thälmann, dưới ảnh hưởng của nhà lãnh đạo Xô viết Stalin, đã thông qua chính sách đối đầu với Đảng Dân chủ Xã hội. Việc này dẫn đến sự kiện "Tháng 5 đẫm máu", trong đó 32 người bị giết khi cảnh sát ra tay đàn áp cuộc tuần hành đã bị Carl Severing, Bộ trưởng Bộ nội vụ và là đảng viên Đảng Dân chủ Xã hội ra lệnh cấm.
Trong thời gian đó, Thälmann và Đảng Cộng sản xem Đảng Dân chủ Xã hội là kẻ thù chính trị chính của họ, tương ứng với chính sách của Quốc tế III tuyên bố những người Dân chủ Xã hội và Xã hội chủ nghĩa là "phát xít xã hội". Từ thời gian 1927, Karl Kilbom, đại diện của Đức tại Quốc tế III đã ra sức chống lại xu hướng cực tả của Thälmann trong nội bộ Đảng Cộng sản của nước Đức, nhưng không thành công do không được Stalin ủng hộ. Một mặt của chiến thuật này là nhằm lôi kéo các phần tử thiên tả trong Đảng Quốc xã, đặc biệt là phái SA, những người phần đông xuất thân từ tầng lớp lao động và ủng hộ các chính xác kinh tế xã hội chủ nghĩa. Những chính sách xem các đảng Dân chủ Xã hội là "phát xít xã hội" kéo dài cho đến năm 1935, khi Quốc tế III chính thức chuyển sang ủng hộ việc thành lập một "mặt trận bình dân" bao gồm những người xã hội, tự do và thậm chí cả bảo thủ để chống lại nguy cơ của đảng Quốc xã. Vào thời điểm đó, tất nhiên Hitler đã nắm được quyền lực và Đảng Cộng sản của nước Đức đã bị đàn áp nặng nề.
Tháng 3 năm 1932, Thälmann một lần nữa tranh cử chức Tổng thống Đức, cùng với Paul von Hindenburg đang đương chức và Adolf Hitler. Khẩu hiệu của Đảng Cộng sản là "Một phiếu bầu cho Hindenburg là một phiếu bầu cho Hitler; một phiếu bầu cho Hitler là một phiếu bầu cho chiến tranh." Thälmann tiếp tục trở thành ứng viên của vòng hai cuộc tranh cử, theo luật bầu cử Đức, nhưng số phiếu ủng hộ đã giảm từ 4.983.000 phiếu (13,2%) trong vòng 1 xuống còn 3.707.000 phiếu (10,2%), cho thấy Hindenburg đã nhận được hơn một triệu phiếu bầu của những người cộng sản. Sau khi Đảng quốc xã nên nắm quyền vào tháng 1 năm 1933, Thälmann đề nghị Đảng Cộng sản và Đảng Dân chủ Xã hội nên cùng tổ chức một cuộc tổng bãi công để lật đổ Hitler, nhưng không thực hiện được. Vào tháng 2 năm 1933, Trung ương Đảng Cộng sản của nước Đức (khi đó đã bị cấm hoạt động) nhóm họp tại Königs Wusterhausen ở "Sporthaus Ziegenhals", gần Berlin, tại đó Thälmann đã kêu gọi dùng bạo lực lật đổ chính quyền Hitler. Đến ngày 3 tháng 3, ông bị Gestapo bắt tại Berlin.

## Bị bắt và sát hại
Phiên tòa xử Thälmann – điều ông nói rằng ông rất mong đợi – đã không bao giờ diễn ra. Diễn giải của Thälmann đó là hai luật sư biện hộ của ông, đều là đảng viên Quốc xã, đã kết luận là ông dự định sử dụng phiên tòa để làm nơi để kêu gọi công chúng quốc tế và phản đối Hitler, và báo lại điều này cho tòa. Hơn nữa, Thälmann cho rằng sau sự thất bại của phiên tòa xử Georgi Dimitrov vì tội đồng lõa trong Vụ hỏa hoạn tòa nhà Quốc hội Đức, chế độ Quốc xã sẽ không cho phép bất kỳ khả năng nào khác để làm họ xấu hổ trong phòng xử án.
Vào sinh nhật lần thứ 50 của ông tháng 4 năm 1936 Thälmann nhận được rất nhiều lời chúc mừng từ khắp thế giới, trong đó có Maxim Gorky và Heinrich Mann. Cũng trong năm đó cuộc Nội chiến Tây Ban Nha bùng nổ, và hai đơn vị của Lữ đoàn Quốc tế được đặt theo tên ông.
Thälmann đã trải qua 11 năm biệt giam. Tháng 4 năm 1944 ông bị chuyển từ nhà từ Bautzen đến Trại tập trung Buchenwald, tại đó vào ngày 18 tháng 8, theo mệnh lệnh của Hitler, ông bị bắn và xác của ông bị hỏa thiêu ngay sau đó. Sau đó, chính quyền Quốc xã thông báo ông cùng với Rudolf Breitscheid đã chết trong một cuộc thả bom của quân đội Đồng minh vào ngày 23 tháng 8.

## Di sản

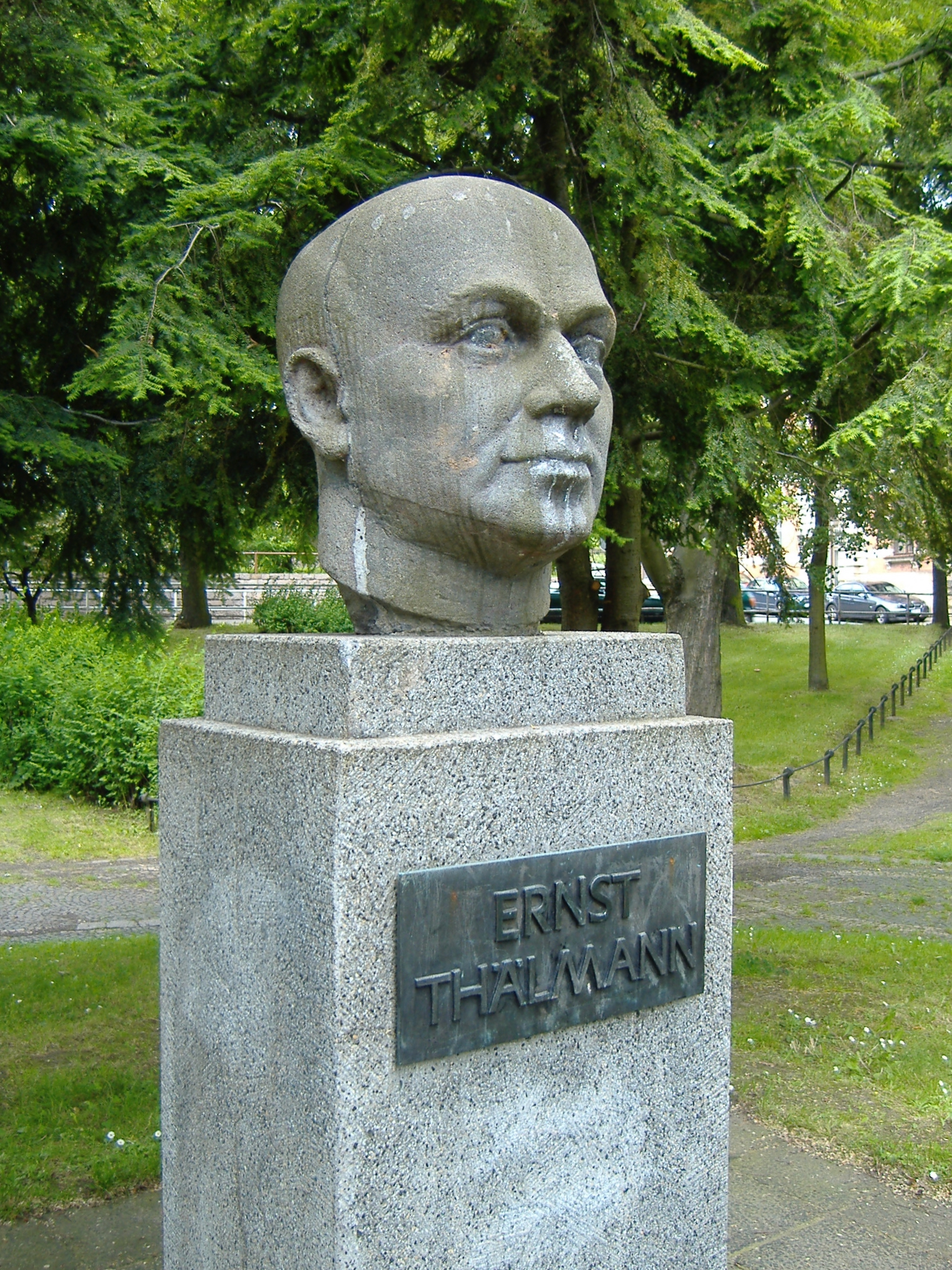
Tượng Ernst Thälmann ở Werdau (Đức).

Khi còn lãnh đạo Đảng Cộng sản của nước Đức, Thälmann đã đặt những người Cộng sản Đức dưới sự ảnh hưởng lớn của Đảng Cộng sản Liên Xô. Những người ủng hộ chính sách tự chủ hơn đã bị khai trừ. Một nhà lãnh đạo cộng sản Đức, Clara Zetkin, đã mô tả Thälmann là "không am hiểu và không được giáo dục về lý thuyết", có vẻ sa vào tình trạng "tự dối mình và huyễn hoặc gần đến mức hoang tưởng."
Trong thời kỳ Thế chiến I và Cộng hòa Weimar, Đảng Cộng sản của nước Đức đã tranh giành quyền lãnh đạo giai cấp lao động với Đảng Dân chủ Xã hội Đức ôn hòa hơn, đặc biệt là sau khi Đảng Dân chủ Xã hội ủng hộ nước Đức tham chiến. Thälmann và Đảng Cộng sản tập trung tấn công vào Đảng Dân chủ Xã hội để ngăn không cho họ nắm giữ quyền lực. Nhưng điều không may là Thälmann vì vậy đã bỏ qua Đảng Quốc xã non trẻ, và dường như đã tạo điều kiện cho họ nắm quyền lực vài năm sau đó.
Sau năm 1945, Ernst Thälmann, cùng những nhà lãnh đạo cộng sản đã bị sát hại khác, như Rosa Luxemburg và Karl Liebknecht, được tôn vinh tại Đông Đức, với nhiều tên trường học, đường phố, nhà máy,... được đặt theo tên của họ. Đa số các cơ sở này đều bị đổi tên sau khi thống nhất nước Đức dù ta vẫn có thể tìm thấy một vài địa điểm mang tên Thälmann tại các thành phố Berlin, Hamburg, và Frankfurt an der Oder. tổ chức thiếu niên tiền phong Đông Đức được gọi là Đội thiếu niên tiền phong Ernst Thälmann để tỏ lòng tưởng nhớ ông. Các đội viên phải tuyên thệ "Ernst Thälmann là tấm gương cho tôi, tôi hứa sẽ học tập và chiến đấu như Ernst Thälmann đã dạy dỗ". Vầo thập niên 1950, Đông Đức đã thực hiện một bộ phim có hai phần mang tên Ernst Thälmann. Năm 1972, Cuba đặt tên một hòn đảo theo tên ông, Cayo Ernesto Thaelmann. Tại Việt Nam có một trường phổ thông trung học mang tên ông đặt tại Thành phố Hồ Chí Minh.

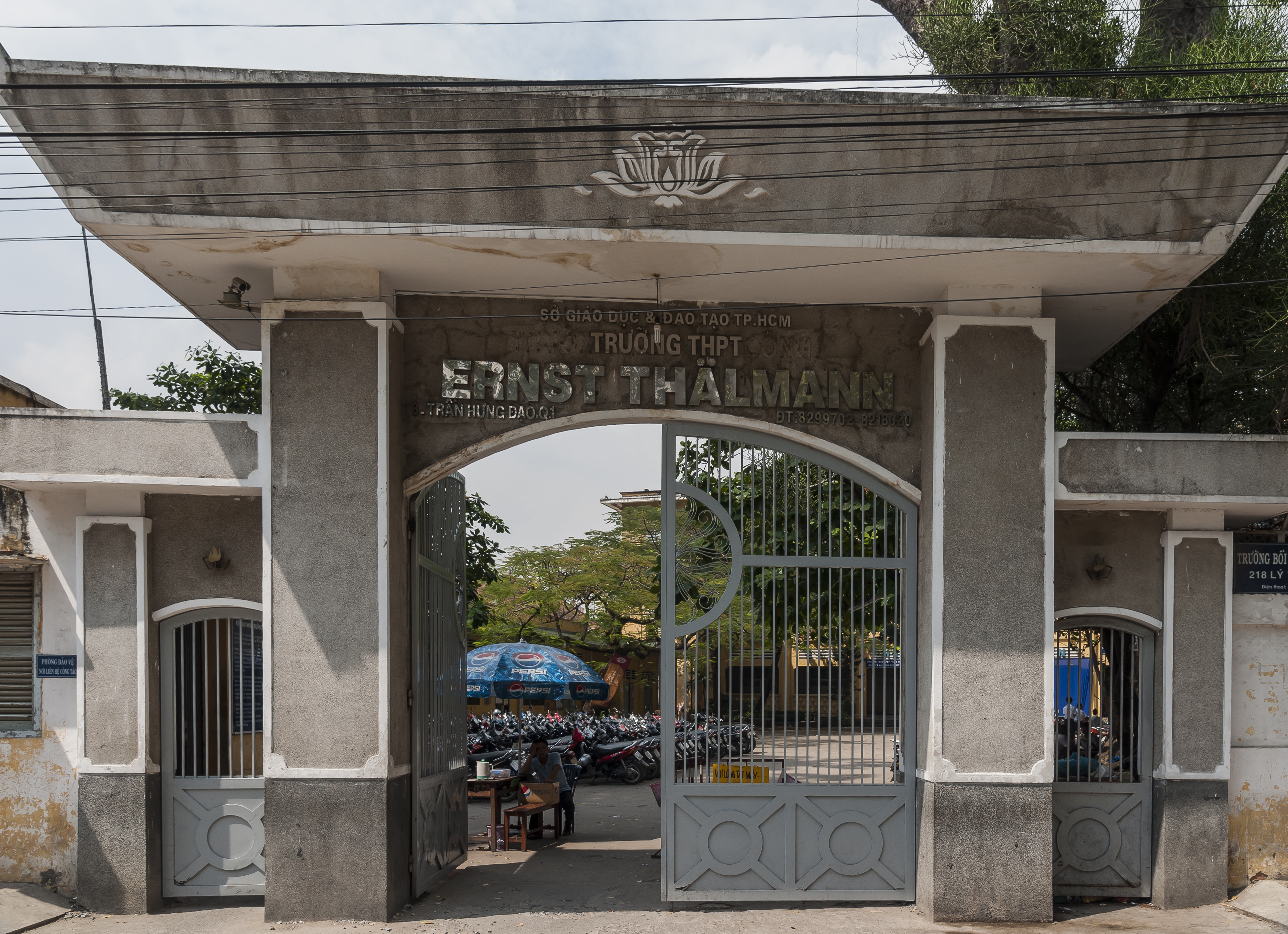
Trường THPT Ernst Thälmann, Quận 1, Thành phố Hồ Chí Minh, Việt Nam

Nhà soạn nhạc và là hoạt động Cộng sản người Anh Cornelius Cardew đã soạn bản Thälman Variations dành cho dương cầm để tưởng nhớ Thälmann.
Tại Quận 1 TP Hồ Chí Minh, Việt Nam có một trường trung học phổ thông mang tên ông, còn gọi là Trường Tenlơman.